# Bariumfluoride
Bariumfluoride (BaF2) is het bariumzout van waterstoffluoride. De stof komt voor als kleurloze kubische kristallen, die slecht oplosbaar zijn in water. Het komt in de natuur voor als het mineraal frankdicksoniet.

## Synthese
Bariumfluoride kan bereid worden door de metathesereactie van bariumnitraat en natriumfluoride. Het slecht oplosbare bariumfluoride slaat dan neer:
{\displaystyle {\ce {Ba(NO3)2 + 2NaF -> BaF2 (v) + 2NaNO3}}}
Het ontstaat ook als nevenproduct bij de thermolyse van bariumhexafluorsilicaat:
{\displaystyle {\ce {BaSiF6 -> BaF2 + SiF4 (^)}}}

## Toepassingen
Eenkristallen van bariumfluoride zijn over een wijd bereik van golflengten (van 150 nm tot 15 μm) transparant, waardoor het in talrijke optische toepassingen kan worden aangewend. Daarnaast doet het dienst als fluxmiddel in de metallurgie voor de zuivering van lichte metalen en de bereiding van legeringen.